# イブアイしずおか
『イブアイしずおか』は、2019年9月27日まで静岡放送（SBSテレビ）で放送された静岡県内向けのローカルワイド・報道・情報番組である。通称『イブアイ』。

## 概要
キー局のTBSが2009年春の改編で『総力報道!THE NEWS』を開始したのに伴い、SBSも長年続けた『SBSテレビ夕刊』および夕方の情報番組『とく報!4時ら』を終了させてこの番組をスタートさせた。番組構成上、夕方のネットワークニュースを内包している。
直前に放送される『時代劇アワー』（『水戸黄門』など）の後半（2019年秋改編による『Nスタ』16時台のネット開始に伴い同年9月27日をもって終了）で、本番組のみどころがテロップ表示される。週末・祝日のCSで放送される『TBS NEWS』では、18時台に放送している特集コーナーを列島リポートで放送することがあった。
毎年10月のプロ野球・日本シリーズ開幕前々日のドラフト会議開催日はTBS制作の中継番組を、毎年12月の第１土曜日に開催の『しずおか市町対抗駅伝』の前日はその年に注目の選手やみどころの紹介する番組をそれぞれ放送する為、当該日のエンタは放送休止となる。
2014年6月17日のニュースで、民間業者の記者会見を取材し、出席した男性社長の顔の映った映像を放送したが、男性の意に反したとして人権侵害・肖像権侵害であるとBPOに申し立てがあり、審議入りした。

## 番組の変遷
スタート時
2009年3月30日、『SBSイブニングeye』のタイトルでスタート。
キャッチフレーズは「SBSが変わる!!」。
16:45放送開始。これにより静岡ローカルでの夕方情報番組がテレビ静岡を除く民放3局で競合することとなった。
『先出し!THE NEWS』（16:53 - 17:03頃）と『総力報道!THE NEWS』（17:50 - 18:05、18:45 - 19:50）を編成上内包し、3時間強の生ワイド番組であった。
2009年夏改編
2009年7月20日より『先出し!THE NEWS』は『THE NEWS』（単独番組）に変更になり、放送時間も16:43 - 16:53（金曜のみ16:45 - 16:53）と従来より10分（金曜は8分）繰り上がる関係から、金曜も含めて本番組の放送開始が2分早くなり、16:43開始に変更。
2009年秋改編
再び16:45開始に戻る。度重なる関東地区の改編により、東京からの『THE NEWS』枠が無くなり、『イブニングワイド』内の「きょうのニュース」（17:50 - 18:00）を同時ネット。また、芸能情報などを扱う「ご存知!?ワイドアワー」を17時台に、スポーツニュースコーナーの「最速!スポーツ」を18時台に時差ネット。県内ニュースの時間がこれまでより5分早くなり（18:00 - 18:40）、18:40に『総力報道!THE NEWS』へ繋がることになった。また、それまで内包番組扱いだった『総力報道!THE NEWS』が別番組扱いになったため、放送時間は1時間10分短くなった。
2010年春改編
TBSテレビが夕方のネットワークニュースを『Nスタ』へと改編することとなり、これに対応した構成の変更が行われ、地域情報主体の1部、『Nスタ』（全国ニュースパート）の2部、そして『テレビ夕刊』の流れをくむローカルニュース中心の3部と整理された。また、3部では『Nスタ』の関東ローカルパートで放送されているスポーツコーナー「こちら運動部」を時差ネットしている。
この改編以降、一部の新聞は番組表に『イブニングeye・Nスタ』と番組名を表記している。
2010年秋改編
第1部の編成を見直し、不定期だった『Nスタ』（第1部）の部分ネットを定期枠に変更して（17:10 - 17:20頃）、17時の天気予報を減らすなどしている。
2011年春改編
『Nスタ』（第1部）のトップニュースをTBSテレビから2 - 3分遅れで時差ネットするように変更。ただし、ニュースの内容により、『キャッチeye』のコーナーを先に放送し、違うニュースを時差ネットする。時差ネットされる際には、画面右上の『Nスタ』のロゴがイブニングeyeと書かれたテロップを上書きして放送される。金曜のみ放送されない。また、3部では『Nスタ』で17時30分頃に放送されている「NEWS&SPORTS」のコーナーを18時45分頃に時差ネットしている。
キャスター陣では、気象予報士の岡村真美子が降板し（降板翌週から『NHKニュース7』土日の気象キャスターへ）、替わって同じくウェザーマップ所属の気象予報士である佐藤大介が金曜のみ担当する（月曜 - 木曜にはレギュラーの予報士がいなくなる）。
2011年秋改編
- キャスターの総入れ替えが行われ、月曜から木曜は牧野克彦と新人の内山絵里加が担当。金曜は同番組初代メインキャスターの水野涼子と、元JNNニューヨーク特派員の芝田信晃が担当。さらに気象予報士も佐藤大介から比連崎実（ひれざき みのる）へと交代（担当曜日も月曜から金曜通してに変更）した。

2013年春改編
『Nスタ』（第2部）の放送時間が17:50 - 18:15に5分短縮され、その分、第1部が5分延長。また、金曜限定のスポーツキャスターに新人の加藤美和が加入した。
2014年春改編
2014年3月31日より番組タイトルを現在の『イブアイしずおか』として放送。
- メインキャスターも一新され月 - 木曜第1部には小沼・内山、牧野はタイトル改題日より第3部のみの担当となる。
- 第1部は『イブアイしずおか エンタ』、第3部は『イブアイしずおかNEWS』のタイトルで放送されている。

2015年春改編
2015年9月1日から、山形県出身のシンガーソングライター朝倉さやをリポーターに起用した新コーナー『朝倉さやのひとり観光協会!』がスタートした。
2015年秋改編
2015年9月28日から、新人アナウンサーの高木マーガレット萌香がレギュラーとして加入（通常は、水曜「ぐるぐるレストラン」のみ担当）。
2016年春改編
2016年秋改編
10月3日から番組（特にエンタ）の大幅なリニューアルがスタート。前週から『しずおか愛』などのキャッチフレーズを表記したアオシマ製のデコトラのプラモデルや、これを運転するという設定（トラックドライバー姿）の小沼に茶娘姿の内山などが登場のテレビCMも放送。「アタックみのり」などの新コーナーや、ボルボ・カーズ静岡とタイアップした新型の取材車『イブアイカー』(タイトルロゴや出演者の写真などがラッピングされている)も登場。
2017年春改編
4月3日からエンタの再リニューアルを実施。これまで外のリポートが主だった鈴木克馬（火曜）や新城健太（木・金曜）がスタジオレギュラーに昇格したほか、ヒューマンビートボクサー・サイボーグかおりを起用した新CMや、8月の「超ドＳフェスタしずおか」を睨んでの新コーナー「ラップ百人組手」などがスタート。
2017年秋改編
10月2日からエンタの更なるリニューアルを慣行。冒頭から、その日の出来事をボードで紹介するコーナーがスタート（その分、レギュラーコーナーの内の幾つかが終了となる）。コメンテーターとしてパッパラー河合や東大ヤンキー澤山などが加わった一方で、比連崎実が降板し気象予報士が不在となった。
それまで15時台に放送していた「てっぺん静岡」が、10月2日から「てっぺん!」とタイトル変更の上で16:45スタートに移行。これにより、静岡ローカルでの民放夕方生ワイド番組が4局全て競合する事となるが、2019年6月14日で「てっぺん!」は終了。同年7月1日から「ただいま!テレビ」として再開されるまでの二週間、競合に空白期間を発生させた。
2018年春改編
4月2日から、2016年秋改編以来の大幅なリニューアルを敢行。前回の改編で鳴り物入りでスタートしたボードニュースが、不評のためか半年で終了。出演者に東幹久らが司会として、加藤諒らがリポーターとして加わった一方で高木マーガレット萌香が降板。他局の夕方生ワイドより全国区の芸能人の出演が増えた事により、「静岡で生活してよかった!」のキャッチフレーズが形骸化。ニュースも、『Soleいいね!』の司会に転進する牧野克彦に代わって小嶋健太が内山絵里加と全曜日を担当する事となった。
2018年秋改編
「静岡いいとこまんじゅう」「おさわがせします! 秀光です」などの新コーナー設定や、一部レギュラーコーナーのリニューアルが施されたものの、大局的な変化は起きていない。
番組の終焉
2019年9月をもって10年半にわたる歴史に幕を下ろすこととなった。まず20日をもって『イブアイしずおか エンタ』が終了。祝日編成となる23日を除き24日から27日までは『Nスタ』を臨時で16:50 - 18:15に時間拡大ネットし、『イブアイしずおか ニュース』枠のみを『イブアイしずおか』として放送し、27日で終了した。
2019年9月30日からは特集などでレポーターを務めた桑原秀和と矢端名結両アナウンサーがメインに昇格し『ORANGE』がスタート。内山絵里加、重長智子、水野涼子も曜日別パーソナリティとして続投する。

### 放送時間の変遷
放送曜日は全て月曜 - 金曜。
| 期間      | 期間      | 放送時間 （長さ）           | 備考 |
| --------- | --------- | --------------------------- | --- |
| 2009.3.30 | 2009.7.17 | 16:45 - 19:50 （3時間5分）  | 16:53 - 17:03頃には『先出し!THE NEWS』を、 17:50 - 18:05、18:45 - 19:50には『総力報道!THE NEWS』を内包。                                       |
| 2009.7.20 | 2009.9.25 | 16:43 - 19:50 （3時間7分）  | 月曜 - 木曜16:43 - 16:53、金曜 16:45 - 16:53には『先出し!THE NEWS』を、 17:50 - 18:05・18:45 - 19:50には『総力報道!THE NEWS』を内包。          |
| 2009.9.28 | 2010.3.26 | 16:45 - 18:40 （1時間55分） | 17:50 - 18:00には『イブニングワイド きょうのニュース』を内包。                                                                                 |
| 2010.3.29 | 2019.9.27 | 16:45 - 19:00 （2時間15分） | 17:50 - 18:15には『Nスタ（全国ニュースパート）』（2014年10月3日までと、2017年4月3日より）を内包。 第1部（エンタ）は2019年9月20日を以って終了。 |

## 出演者（番組終了時点）
特記の無いものはSBSアナウンサー。2019年4月から

### 番組キャスター
司会
- 小沼みのり - 月 - 木曜第1部担当
- 水野涼子 - 金曜第1部担当

ニュースキャスター（月 - 金曜第3部担当）
- 小嶋健太
- 内山絵里加

### 天気キャスター
- 田中健太郎（ウェザーマップ所属。2017年9月までは、同じウェザーマップ所属の比連崎実が出演していた）

### 番組レギュラー

#### リポーター
- 重長智子 - 水・金曜レギュラー（2016年4月29日をもって産休・育休。2017年9月1日から復帰）
- 桑原秀和 - 特集など（2016年7月 - ）
- 新城健太 - 特集など（2017年1月 - 、月・木曜レギュラー）
- 原口大輝 - 特集など（2018年8月 - ）
- 黒田菜月 - ボート大使（2017年7月 - 2017年9月）[11]、火曜レギュラー（2017年10月 - ）[12]、2019年3月まで「いちにち生徒会長」ナレーター
- 矢端名結 - 特集など（2019年4月 - 、木・金曜レギュラー、「いちにち生徒会長」ナレーター）

#### コメンテーターほか
- 朝倉さや（シンガーソングライター）
- 東幹久（俳優、月曜パーソナリティー)
- 大石参月（浜松市在住、モデル、月曜パーソナリティー）
- ユージ（俳優・バラエティタレント、火曜パーソナリティー）
- 中谷優心（シンガーソングライター、火曜パーソナリティー）
- パッパラー河合（爆風スランプ、水曜パーソナリティー）
- 大村まなる（俳優、水曜パーソナリティー）
- 東大ヤンキー澤山（ワタナベエンターテインメント所属のお笑い芸人、木曜パーソナリティー）
- 秀光〈しゅうこう〉（俳優、芸名の名付け親は福山雅治。金曜パーソナリティー）
- 加藤諒（静岡市出身、俳優、金曜レギュラー）
- 牧野光子（元NHK静岡放送局キャスター，温泉マイスター、不定期火曜日レギュラー）
- 川瀬良子（静岡市出身、タレント・モデル、月イチ金曜レギュラー）
- 野路毅彦 - 2014年3月までは月 - 水曜ニュースキャスター、「ひとり観光協会!」ナレーター
- 加藤美和 - 2013年4月から2014年2月まで『きんスポ』担当キャスター、翌日の『SBSみなスポ5』を兼務。

#### 過去の出演者
- 柳澤亜弓 - 特集など。2015年に産休・育休明け（仕事復帰）も、本番組は未出演
- 濱田隼 - 2015年4月以降未出演 - 同年5月で退社
- 高木マーガレット萌香 - 「ぐるぐるレストラン」など
- 牧野克彦 - 2018年3月までは月 - 木曜ニュースキャスター
- 鈴木克馬 - ローカルタレント、IAIスタジアム日本平スタジアムDJ
- 辻秀信 - 静岡県山岳連盟、ドローン操縦士
- 有森なつか - 歌手、「お弁当どんどん」のテレビCMで静岡では著名な人物。
- 本原令子（陶芸家・美術家） - 「うっちーの英語食堂」講師
- ダヴィ・ビハン - 特集など
- マチーデフ（ラッパー、「ラップ百人組手」
- サイボーグかおり（ヒューマンビートボクサー、「ラップ百人組手」
- 芝田信晃（SBS報道局〈情報センター〉記者〉 - 元JNNニューヨーク支局特派員。2014年3月までは金曜３部メインキャスター。
- 鈴木俊夫（SBS報道局解説委員）
- 寺田博俊（番組ディレクター）
- 岡部聡（番組ディレクター）
- 井浪直人（番組ディレクター）

### キャスターの変遷
| 期間      | 期間      | 女性メイン            | 女性メイン            | 女性メイン | 男性メイン | 男性メイン | 男性メイン        | ニュースキャスター              | ニュースキャスター              | ニュースキャスター              | お天気キャスター |
| 期間      | 期間      | 月-水                 | 木                    | 金         | 月-火      | 水-木      | 金                | 月-水                           | 木                              | 金                              | お天気キャスター |
| --------- | --------- | --------------------- | --------------------- | ---------- | ---------- | ---------- | ----------------- | ------------------------------- | ------------------------------- | ------------------------------- | ---------------- |
| 2009.3.30 | 2009.10.2 | 水野涼子              | 水野涼子              | 小沼みのり | 牧野克彦   | 牧野克彦   | 岡村久則          | 野路毅彦 小沼みのり             | 野路毅彦 小沼みのり             | 野路毅彦 小沼みのり             | 岡村真美子       |
| 2009.10.5 | 2010.3.26 | 原田亜弥子            | 小沼みのり            | 小沼みのり | 牧野克彦   | 牧野克彦   | 岡村久則          | 野路毅彦 小沼みのり             | 野路毅彦 小沼みのり             | 野路毅彦 小沼みのり             | 岡村真美子       |
| 2010.3.29 | 2011.4.1  | 鈴木通代              | 鈴木通代              | 小沼みのり | 牧野克彦   | 牧野克彦   | 岡村久則          | 野路毅彦 小沼みのり             | 野路毅彦 小沼みのり             | 野路毅彦 柳澤亜弓               | 岡村真美子       |
| 2011.4.4  | 2011.9.30 | 鈴木通代              | 鈴木通代              | 小沼みのり | 吉田幸真   | 小嶋健太   | 小嶋健太          | 野路毅彦 小沼みのり             | 野路毅彦 小沼みのり             | 牧野克彦 柳澤亜弓               | 佐藤大介         |
| 2011.10.3 | 2013.3.29 | 内山絵里加            | 内山絵里加            | 水野涼子   | 牧野克彦   | 牧野克彦   | 小嶋健太 芝田信晃 | 野路毅彦                        | 小沼みのり                      | 小沼みのり                      | 比連崎実         |
| 2013.4.1  | 2014.3.28 | 内山絵里加            | 内山絵里加            | 水野涼子   | 牧野克彦   | 牧野克彦   | 小嶋健太 芝田信晃 | 野路毅彦                        | 小沼みのり                      | 小嶋健太                        | 比連崎実         |
| 2014.3.31 | 現在      | 小沼みのり 内山絵里加 | 小沼みのり 内山絵里加 | 水野涼子   | 牧野克彦   | 牧野克彦   | 小嶋健太          | （第3部メインキャスターが担当） | （第3部メインキャスターが担当） | （第3部メインキャスターが担当） | 比連崎実         |

| 期間      | 期間      | フィールドキャスター | フィールドキャスター | フィールドキャスター | フィールドキャスター | フィールドキャスター |
| 期間      | 期間      | 月                   | 火                   | 水                   | 木                   | 金                   |
| --------- | --------- | -------------------- | -------------------- | -------------------- | -------------------- | -------------------- |
| 2009.3.30 | 2009.10.2 | 高塚奈央子           | 高塚奈央子           | 原田亜弥子           | 重長智子             | 原田亜弥子           |
| 2009.10.5 | 2010.3.26 | 高塚奈央子           | 高塚奈央子           | 高塚奈央子           | 重長智子             | 鬼頭里枝             |
| 2010.3.29 | 2011.9.30 | 重長智子             | 荒木麻里子           | 荒木麻里子           | 原田亜弥子           | 重長智子             |

1. ↑  産休のため降板も、2011年10月から復帰。
2. 1 2  ウェザーマップ所属の気象予報士。
3. 1 2  報道リポーターと兼務（牧野が月・火、柳澤が水・木を担当）。
4. ↑  2011年7月から9月まで担当。ウェザーマップ所属の気象予報士。
5. 1 2  第1部担当。
6. ↑   SBS報道局記者。元JNNニューヨーク特派員。第3部担当。
7. ↑  第3部担当。
8. 1 2 3 4  現在は退社。

### キャスター不在時の代理
キャスターが休暇などで不在の場合、多くは他曜日の同ポジション出演者が代行するが、下記はそれにあてはまらない例である。特記の無い者はSBSアナウンサー。★印は、代行時SBSアナウンサー(現在は退社)
2009年度
- 松永直子★ - メインキャスター（原田）、ニュースキャスター（小沼）の代理。
- 吉田幸真 - メインキャスター（牧野・岡村久則）、ニュースキャスター（野路）の代理[13]。
- 柳澤亜弓 - フィールドキャスター（高塚）の代理。
- 高塚奈央子★ - ニュースキャスター（小沼）の代理。
- 荒木麻里子★ - フィールドキャスター（鬼頭）の代理。
- 真壁京子（ウェザーマップ所属気象予報士） - お天気キャスター（岡村）の代理。
- 元井美貴（ウェザーマップ所属気象予報士） - 同上。

2010年度
- 原田亜弥子 - メインキャスター（鈴木）、ニュースキャスター（小沼）の代理。
- 重長智子 - メインキャスター（鈴木）の代理。
- 野田靖博 - ニュースキャスター（野路）の代理 ※17時台ニュースコーナーのみ（18時台には影読みとして担当）。
- 岡村久則 - 同上。
- 吉田幸真 - メインキャスター（牧野・岡村）、ニュースキャスター（野路）の代理。
- 鬼頭里枝（元SBSアナウンサー） - フィールドキャスター（重長）の代理。
- 元井美貴（ウェザーマップ所属気象予報士） - お天気キャスター（岡村）の代理。
- 國本未華（ウェザーマップ所属気象予報士） - 同上。
- 澤口麻理（ウェザーマップ所属気象予報士） - 同上。

2011年度
- 鈴木通代 - メインキャスター（小沼）の代理。
- 吉田幸真 - メインキャスター（小嶋）の代理。
- 柳澤亜弓 - ニュースキャスター(小沼）の代理。
- 野路毅彦 - メインキャスター（牧野）の代理。
- 小嶋健太 - メインキャスター（芝田）、ニュースキャスター（小沼）の代理。
- 水野涼子・柳澤亜弓 - メインキャスター（内山）の代理。
- 小沼みのり - ニュースキャスター（野路）の代理。
- 荒木麻里子 - フィールドキャスター（重長）の代理。

2013年度
- 柳澤亜弓・重長智子 - メインキャスター（内山）の代理。
- 大野治夫（ウェザーマップ所属気象予報士） - お天気キャスター（比連崎）の代理。
- 小嶋健太 - ニュースキャスター（野路）の代理。
- 野路毅彦 - メインキャスター（芝田）、ニュースキャスター（小沼）の代理。

2014年度
2015年度
- 小嶋健太 - ニュースキャスター（牧野）の代理。

2016年度
- 重長智子 - メインキャスター（小嶋）の代理。
- 原田亜弥子 - ニュースキャスター（水野）の代理。
- 野路毅彦 - ニュースキャスター（小嶋）の代理。
- 野路毅彦・小嶋健太 - ニュースキャスター（牧野）の代理。
- 内山絵里加・高木マーガレット萌香 - お天気キャスター（比連崎）の代理。
- 水野涼子 - ニュースキャスター(内山)の代理。

2017年度
- 原田亜弥子 - ニュースキャスター(水野・内山)の代理。
- 新城健太 - メインキャスター（内山）、ニュースキャスター(小嶋)の代理。
- 重長智子 - メインキャスター（小嶋）の代理。
- 牧野克彦 - ニュースキャスター（小嶋）の代理。
- 桑原秀和・水野涼子 - ニュースキャスター（牧野・内山）の代理。
- 小嶋健太・桑原秀和 - メインキャスター（小沼）の代理。

2018年度
- 重長智子・黒田菜月 - メインキャスター（小沼）の代理。
- 桑原秀和 - コメンテーター（秀光、新城）・まんぷく食堂（小沼）の代理（金曜のみ）。
- 重長智子 - フィールドキャスター（秀光）の代理（木曜のみ）。
- 原口大輝 - まんぷく食堂（小沼）、メインキャスター（ユージ）の代理。
- 植木奈緒子 - お天気キャスター（田中）の代理。
- 黒田菜月・原口大輝 - フィールドキャスター（重長）の代理（スタジオのみ）。

2019年度
- 重長智子 - コメンテーター（大石）の代理。

## 番組コーナー・シリーズ企画

### 現在（2018年4月から）
- 朝倉さやのひとり観光協会!〜歌で静岡ば、幸せに致し候。〜（2015年9月 - 2019年3月、月曜 - 金曜）[14]
- 懐かし見逃しひとり観光協会!（コーナー初期のエピソードをアーカイブ放送。2019年4月 - 同年9月、月曜 - 金曜）
- 週刊アズマ（4月2日 - 2019年9月16日。月曜）
- イブアイ交通公社（4月3日 - 2019年9月17日、火曜）
- まなるのお手伝いします!（7月 - 、不定期火曜）
- だまだま騙されないキャンペーン（不定期水曜）

※月に数回、振り込め詐欺などの特殊詐欺に対する注意を啓発するコーナー。2018年12月19日放送で、パッパラー河合の作詞作曲で、静岡県警清水署が監修した“ご用心ソング”『だまだま騙されない音頭』を初披露。この時、水曜レギュラー（小沼・河合・大村・重長の4人）をメインにMVを制作。このMVは現在、YouTubeで配信している。
- 加藤諒のいちにち生徒会長（4月6日 - 2019年3月29日、金曜、4月4日　- 2019年9月19日、木曜）
- 朝倉さやの超! ひとり観光協会（2019年4月 - 同年9月、第１金曜）
- 川瀬良子のしずおか彩色健日（さいしょくけんび、2019年4月12日 - 同年9月13日、第2金曜）
- 3丁目の昭和Ⅱ～夕日の丘の向こうへ～（2019年4月3日 - 同年9月18日、水曜）

※昔の「3丁目の昭和」は、小沼が1人で訪問していたが、「Ⅱ」は河合との2人体制での訪問となる。昔の「3丁目の昭和」は、2017年9月1日にコーナー放送200回を達成（賀茂郡南伊豆町を訪問。これにより全市町訪問も達成）。
- きんスポ（金曜）
- おでかけみのりん（不定期）
- しずおか新作アプリ
- 防災最前線
- 父さんに言わせて!
- 仰天映像別カメ
- コレだZ
- ツイセキ
- 経済ウォッチ

### 過去
- 岡村真美子の教えてココ天
- ボードニュース（月曜 - 金曜）
- A・Live
- ライブ! 屋上農園（月曜 - 金曜）
- うっちーの ふわふわお絵かき（月曜 - 木曜）
- ちーっとばっか静岡弁（月曜）
- 今が旬!ランキング→しずおか街角ランキング（月曜）
- ひれ暦（月曜）
- ルーキー寺田の撮れたてスターマイン（月曜）
- ツルの一報（不定期月曜）
- すいませんm(><)m比蓮崎です。（不定期月曜）
- うちやまサファリ（火曜）
- しずおか火曜ショー（火曜）
- うっちーの英語食堂（火曜 - 隔週金曜）[16]
- アタックみのり（火曜）
- ガチ鳴き! ホーホケキョ（不定期火曜）
- しずおか色えんぴつスケッチ散歩（不定期火曜）
- ツジ・カツこれからドロンします!
- ラップ百人組手〜超ドＳフェスタしずおかへの道（水曜）[16]
- ぐるぐるレストラン（水曜 - 金曜 - 水曜）
- 追っかけライブ（水曜）
- 歴史バラエティー→ご近所“まるわかり”しぞ～か渡り鳥（コーナー監修は、静岡大学名誉教授・小和田哲男。2018年4月4日 - 2019年3月27日、水曜）
- 静岡いいとこまんじゅう（8月22日 - 2019年3月、水曜）
- 東大ヤンキー澤山の夜露詩句(よろしく)しずおか（2017年4月 - 2018年3月、月曜、4月 - 2019年3月、木曜）
- おさわがせします!秀光です（2018年7月 - 2019年3月）
- まんぷく食堂（2018年4月 - 2019年3月）
- しずおか宵めぐり
- ルーキー寺田のおしゃべりカメラ（『撮れたてスターマイン』へ統合）
- たびナビ
- コレってどうなの?
- 街トモ（金曜）
- しずおかあてまTV（金曜）
- こどもナビ（金曜）
- ケンタでダンス（金曜）
- ラブいぜ!しずおか（金曜）
- みのりんのシズッターなう!（金曜）